# Museo de Geología de la Universidad de Oviedo
El Museo de Geología de la Universidad de Oviedo, ubicado en la ciudad de Oviedo, Asturias, España, es un museo dedicado a albergar las colecciones mineralógicas y paleontológicas destinadas tanto a la enseñanza e investigación de la Universidad de Oviedo como para la divulgación de las disciplinas científicas de la Geología y la Paleontología. Fue fundado en 2001, aunque sus antecedentes se remontan al siglo XIX, y alberga una colección de alrededor de 32 000 piezas.

## Historia

### Antecedentes: El Gabinete de Historia Natural (1845-1934)
El precursor de estudio de las ciencias naturales en Asturias fue Joaquín José Queipo de Llano y Quiñones, Conde de Toreno, que recogió él mismo una notable colección de minerales que guardaba en su palacio en Cangas del Narcea y pronunciaba conferencias sobre mineralogía en la Sociedad Económica de Amigos del País de Asturias, en la que incluso mostró en ella su colección al público, todo ello con el fin de promover la explotación de los recursos minerales de la región. En una de esas conferencias abogó, en 1781, por la creación de un Gabinete de Historia Natural adscrito a la biblioteca de la Universidad de Oviedo.
En 1845, con la reforma liberal de las universidades establecida por el Plan Pidal de ese año, se agrupan los estudios de Ciencias y se crea el Gabinete de Historia Natural, que se ubica en el Edificio Histórico de la Universidad de Oviedo, con el fin de complementar los estudios de esas disciplinas, bajo la dirección del profesor León Pérez de Salmeán y Mendayo, más tarde rector de la universidad. En ese momento las colecciones estaban formadas fundamentalmente por especímenes zoológicos y botánicos, siendo los minerales más modestos llegando a alcanzar 1.500 piezas de estudio y 700 clasificados.
Entre las piezas más interesantes había hematites de areniscas ferruginosas del Monte Naranco, varios fragmentos de un meteorito caído en Oviedo en 1856 y de otro caído en Cangas de Onís en 1866.
Toda esta colección se perdió con el incendio de la universidad durante los sucesos revolucionarios de 1934 y de la que solo sobrevivió un fragmento del meteorito de Cangas de Onís, recuperado en 1950, que es el único vestigio del antiguo Gabinete que se expone en el Museo actual.

### El Museo actual (2001- )
Con la obtención en 1948 de la Cátedra de Geografía Física y Geología Apliada por Noel Llopis Lladó, los estudios de geología recibieron un fuerte impulso. Se fueron reuniendo nuevas piezas y materiales con fines docentes que fueron instalados, como primer embrión de museo, en el edificio de la Facultad de Ciencias en 1958. En 1969, con motivo del traslado al nuevo edificio del Campus de Llamaquique, se inventariaron las piezas alcanzando el número de 6.794 muestras. Con la renovación del edificio en los años 90, se previó ya el espacio para un futuro museo, que no vio la luz hasta el 15 de noviembre de 2001. 
En 2016 fue cerrado para una renovación completa del museo que supuso triplicar su espacio expositivo y realizar mejoras como un acceso desde el exterior, ya que anteriormente solo podía accederse al museo desde dentro de la propia Facultad. Volvió a ser de nuevo abierto al público el 27 de octubre de 2017.

## Exposición
En el momento de su apertura, el museo contaba con una superficie expositiva de 140 m² mostrando 800 piezas distribuidas en 27 unidades temáticas pero huyendo de una colocación sistemática ya que el fin buscado es fundamentalmente divulgativo salvo en aquellos expositores reservados a fines docentes. Tras la renovación, son 45 las unidades temáticas de que consta la exposición.También cuenta con un jardín exterior para la exposición de las piezas más grandes.
También dispone de una litoteca de 116 m² destinado al almacenamiento sistemático de piezas, siendo este espacio de acceso restringido.